# Diego Denis
Denis Diego, vollständiger Name Denis Raúl Diego Regueiro, (* 6. März 1990 in Montevideo) ist ein uruguayischer Fußballspieler.

## Karriere
Der nach Angaben seines Vereins 1,78 Meter große Abwehrspieler steht seit 2010 beim Club Atlético Cerro in der Primera División unter Vertrag. In der Clausura 2012 wurde er dreimal eingesetzt und erzielte seinen ersten und bislang einzigen Treffer bei der 1:2-Heimniederlage gegen Danubio am 19. Mai 2012. Nachdem er in der Spielzeit 2012/13 bei Cerro in der Primera División keine weiteren Einsätze verbuchen konnte, wechselte er 2013 – zunächst auf Leihbasis, anschließend noch im selben Jahr endgültig – zum Zweitligisten Villa Teresa. Dort absolvierte er in der Saison 2013/14 29 Spiele (zwei Tore) und in der Spielzeit 2014/15, in der er mit dem Klub aufstieg, 25 Partien (zwei Tore) in der Segunda División. Anschließend kam er während der Erstligasaison 2015/16 in 16 Ligabegegnungen (kein Tor) zum Einsatz. Mitte August 2016 wechselte er nach Zypern zu ENAD Polis.